# Jeff Sykes
Jeff Sykes (1943) es un deportista australiano que compitió en remo. Ganó una medalla de bronce en el Campeonato Mundial de Remo de 1978, en la prueba de ocho con timonel ligero.

## Palmarés internacional
| Campeonato Mundial | Campeonato Mundial     | Campeonato Mundial | Campeonato Mundial      |
| Año                | Lugar                  | Medalla            | Prueba                  |
| ------------------ | ---------------------- | ------------------ | ----------------------- |
| 1978               | Copenhague (Dinamarca) | Medalla de bronce  | Ocho con timonel ligero |